# 1er corps (Inde britannique)
Pour les articles homonymes, voir 1er corps d'armée.
Le 1er corps indien (en anglais : I Indian Corps) est un corps d'armée de l'armée indienne britannique pendant la Première Guerre mondiale. Il est formé au début de la guerre sous le nom de Indian Corps à partir de troupes envoyées sur le front de l'Ouest. L'armée indienne britannique n'a pas de structure de corps d'armée avant la guerre et conserve ce nom jusqu'à la création d'autres corps d'armée. Il est retiré du front occidental en décembre 1915 et reconstitué sous le nom de 1er corps indien en Mésopotamie jusqu'à la fin de la guerre.

## Front de l'Ouest

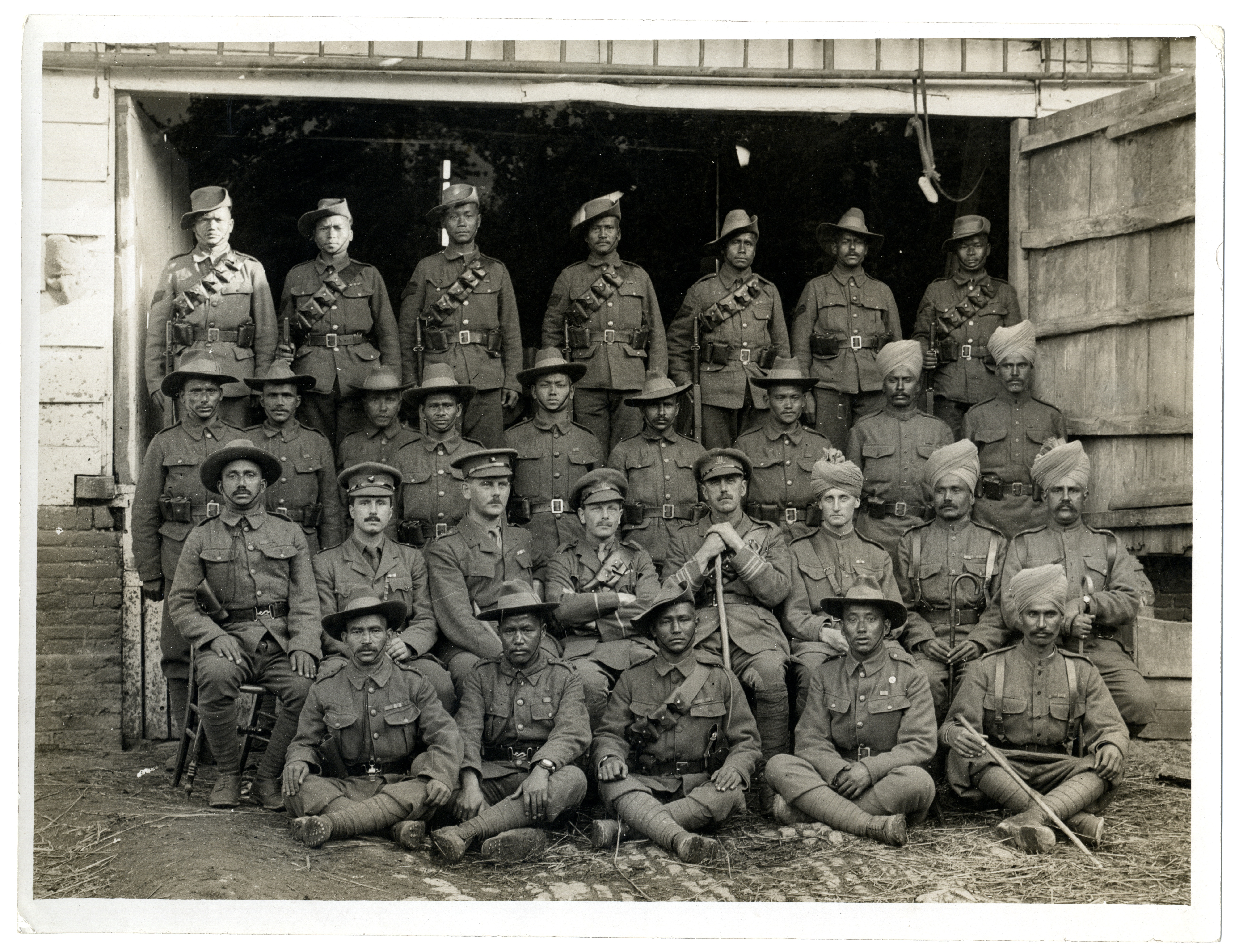
Un groupe de soldats du corps indien qui ont été cités à l'ordre du jour lors des combats sur le front occidental.

En 1914, la Force expéditionnaire indienne A (en) est envoyée en renfort au Corps expéditionnaire britannique (BEF) qui combat en France. En France, elle forme le corps de cavalerie indien (en) et le « Corps indien », composé des 3e division (Lahore) (en) et 7e division (Meerut) (en). En France, ces formations sont simplement connues sous les noms de divisions « Lahore » et « Meerut », afin de les distinguer des 3e et 7e divisions britanniques. Le départ de l'Inde est retardé par les activités des raiders allemands Emden et Königsberg opérant dans l'océan Indien, ainsi que par la lenteur des navires de transport. La division Lahore commence à débarquer à Marseille le 26 septembre 1914, mais de nouveaux retards sont enregistrés pendant que les troupes sont réarmées avec des fusils de dernière génération et que le train de ravitaillement peut être improvisé à l'aide de camionnettes de commerçants achetées localement. Le corps d'armée entre finalement en action lors des batailles de La Bassée, de Messines et d'Armentières en octobre-novembre 1914.

### Ordre de bataille octobre-décembre 1914
General Officer Commanding : Lieutenant-Général Sir J. Willcocks
Brigadier-Général, État-major général : Brigadier-Général H. Hudson (en)
Brigadier-Général, Royal Artillery : Brigadier-Général H.F. Mercer
Colonel, Royal Engineers : Colonel H.C. Nanton
- Division Lahore (en)
- Division Meerut (en)
- Troupes divisionnaires (rattachées à partir du 12 octobre, parties rejoindre le Corps de cavalerie indien le 23 décembre 1914)
  - 9e brigade de cavalerie (Secunderabad) (en)
  - Troupes de transmissions
  - Batterie N de la Royal Horse Artillery
  - Section H de la colonne des munitions
  - 1re troupe indienne de campagne, 1st King George's Own Sappers & Miners (en)
  - Lanciers de Jodhpur (en) (Imperial Service Troops (en))
  - Ambulance de campagne de la cavalerie de Jodhpur[3]

### Opérations
- Batailles de La Bassée, Messines et Armentières
- Opérations de l'hiver 1914–1915
- Bataille de Neuve-Chapelle
- Batailles de la crête d'Aubers et de Festubert. À cette époque, le corps d'armée est renforcé par la 51e division (Highland) de la Territorial Force, en plus des 3e (Lahore) (en) et 7e (Meerut) (en)[4]
- Bataille de Loos[1]

## Mésopotamie
Le 13 août 1915, le général Sir John Nixon, commandant de la Force expéditionnaire indienne D (en) en Mésopotamie, demande qu'une des divisions d'infanterie indiennes stationnées en France lui soit envoyée en renfort pour son avancée sur Bagdad. Par coïncidence, le même jour, le secrétaire d'État à l'Inde, Austen Chamberlain, fait part au vice-roi des Indes de son souhait de voir l'infanterie indienne retirée de France avant qu'elle n'ait à endurer un nouvel hiver. Le système d'approvisionnement en renforts est défaillant et les bataillons indiens s'affaiblissent considérablement après les lourdes pertes qu'ils ont subies. Bien que le secrétaire d'État à la Guerre, Lord Kitchener, s'oppose à leur retrait du front occidental, des ordres sont donnés le 31 octobre pour que les deux divisions du Corps indien (la 3e division (Lahore) et la 7e division (Meerut)) embarquent à Marseille pour la Mésopotamie. Le corps indien est relevé sur la ligne de front le 6 novembre par le 11e corps (en) et les deux divisions doivent arriver à Bassorah en décembre, mais leur départ de Marseille est retardé par crainte d'une attaque sous-marine. La 3e division (Lahore) arrive finalement en Mésopotamie en avril 1916 et rejoint le corps d'armée du Tigre, trop tard pour relever la 6e division (Poona) (en) à Kut-el-Amara.